# Euryspongia
Euryspongia is een geslacht van sponsdieren uit de klasse van de Demospongiae (gewone sponzen).

## Soorten
- Euryspongia arenaria Bergquist, 1961
- Euryspongia coerulea Samaai, Pillay & Janson, 2019
- Euryspongia coreana Lee & Sim, 2007
- Euryspongia delicatula Berquist, 1995
- Euryspongia flabellum Kim, Lee & Sim, 2020
- Euryspongia heroni Pulitzer-Finali, 1982
- Euryspongia lactea Row, 1911
- Euryspongia lankesteri Lehnert & van Soest, 1999
- Euryspongia linea Kim, Lee & Sim, 2020
- Euryspongia lobata Bergquist, 1965
- Euryspongia phlogera de Laubenfels, 1954
- Euryspongia radicula Kim, Lee & Sim, 2020
- Euryspongia raouchensis Vacelet, Bitar, Carteron, Zibrowius & Perez, 2007
- Euryspongia rosea de Laubenfels, 1936
- Euryspongia semicanalis (Ridley, 1884)
- Euryspongia spina Kim, Lee & Sim, 2020